# Flak
 (juillet 2012).
Si vous disposez d'ouvrages ou d'articles de référence ou si vous connaissez des sites web de qualité traitant du thème abordé ici, merci de compléter l'article en donnant les références utiles à sa vérifiabilité et en les liant à la section « Notes et références ».

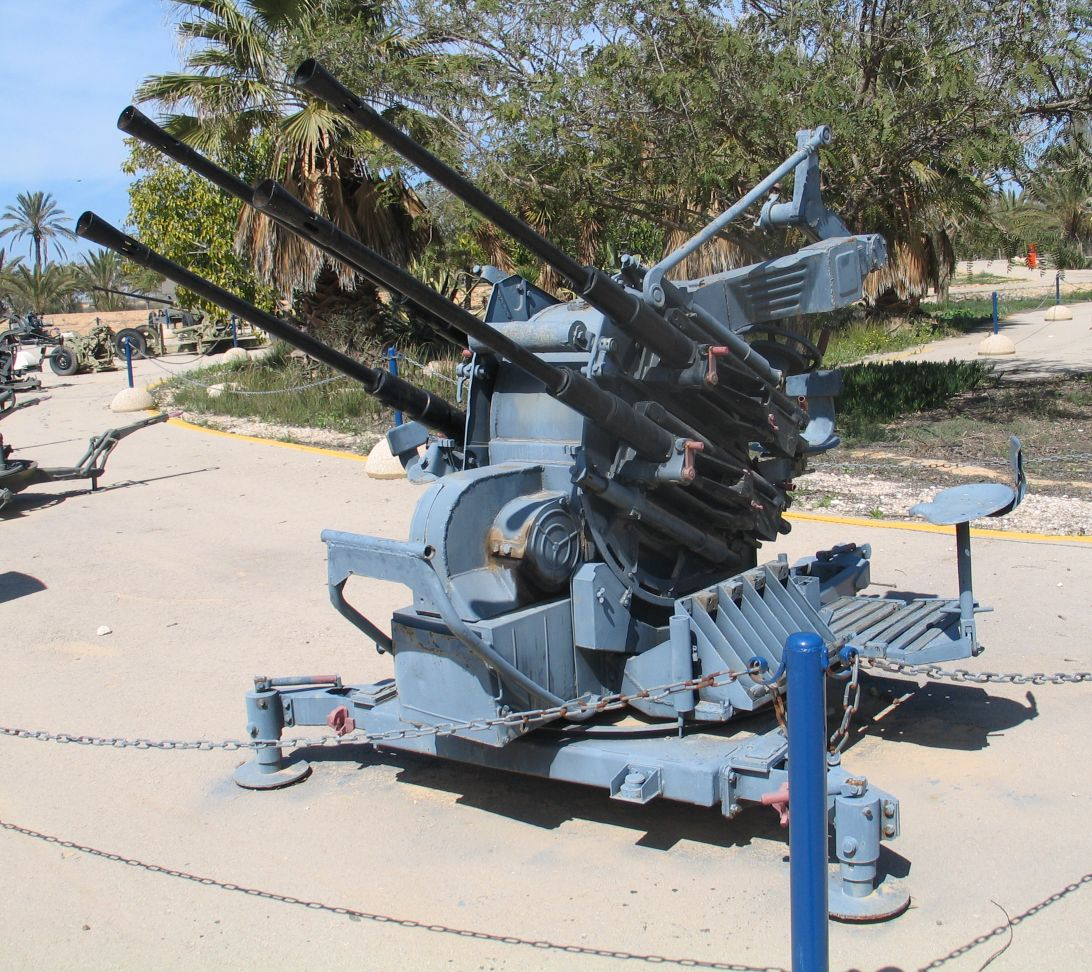
Flak 38 Flakvierling.

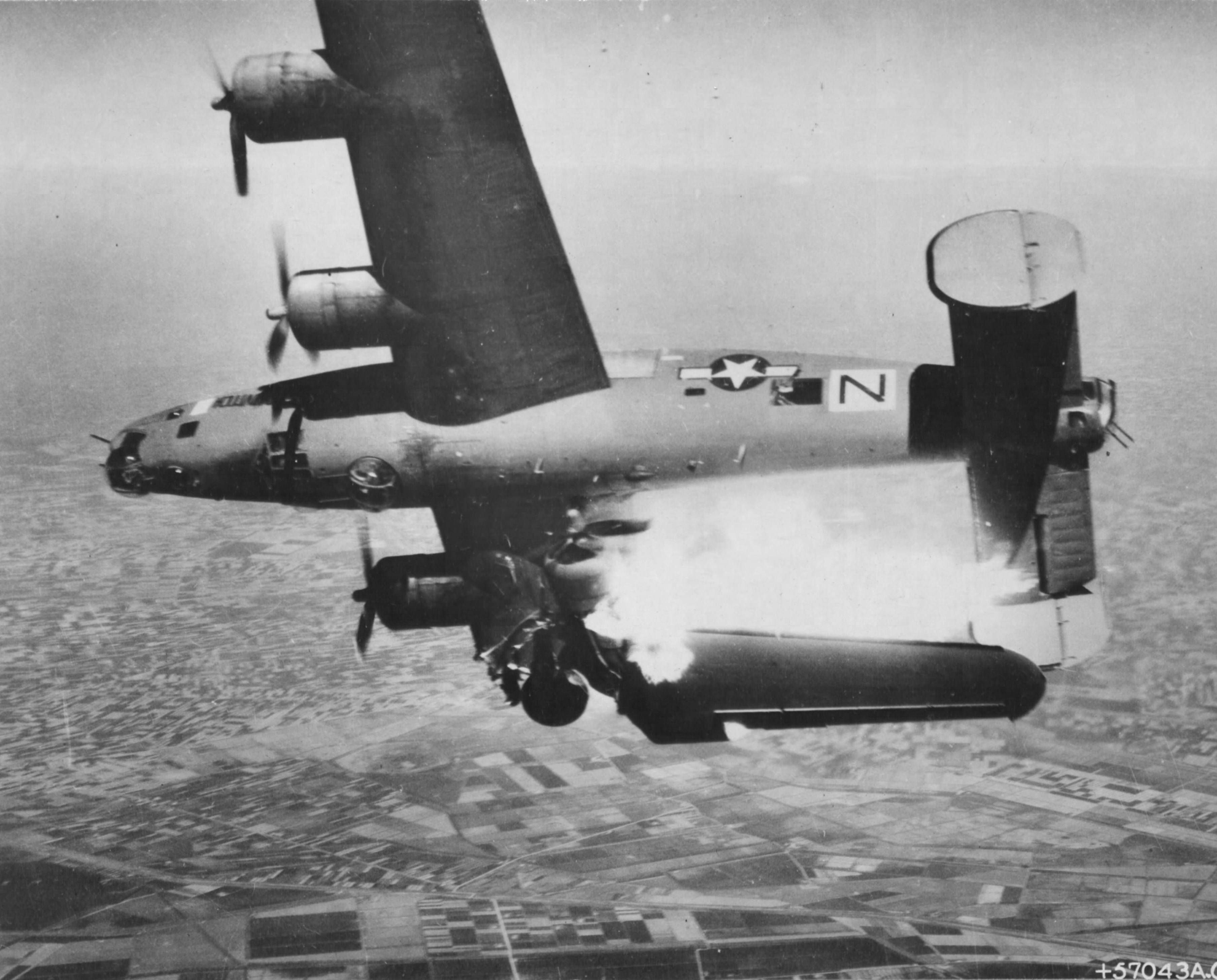
B-24 de l'USAAF touché par la Flak.

Flak, mot acronyme allemand, désigne deux choses : 
- au féminin, il s'agit du nom générique de l'artillerie antiaérienne, des unités statiques ou des unités de défense contre avions (DCA) attachées aux unités combattantes ;
- au masculin, il désigne certains modèles de canons antiaériens.

## Les canons antiaériens
Dans ce cas, le Flak est l'abréviation du mot allemand Flugabwehrkanone (ou Fliegerabwehrkanone) signifiant « canon antiaérien ».
Les canons de Flak se divisent en deux grandes catégories, canons légers et mobiles, à tir automatique d'une part, et canons lourds, statiques, à plus grande portée d'autre part. Tandis que les premiers comptent sur un impact direct contre l’appareil ennemi pour lui infliger des dommages, les obus lourds sont dangereux aussi par leur explosion préréglée.

### Canons automatiques
- Le Flak 30 est un canon-mitrailleur tirant des obus de 20 mm à une cadence de 120 coups/min. (chargeurs de 20 obus). Il fut construit à partir de 1934. 18 000 exemplaires de Flak 30 et 38 furent construits.
  - Masse: 450 kg en position fixe
  - Longueur du tube : 55 calibres
  - Portée : 2,2 km en altitude
  - Servants : 7

- Le Flak 38 lui succède en 1939. D’un calibre de 20 mm, sa cadence est de 180/220 coups/min. Il sera monté sur plusieurs véhicules blindés ou non : le Flakpanzer 38(t) Gepard et les semi-chenillés SdKfz 251/17, SdKfz 11 et SdKfz 10/5 ainsi que certains Sd.Kfz. 4 Maultier.
  - Masse : 405 kg
  - Longueur du tube : 112,5 calibres
  - Portée : 2,2 km en altitude
  - Servants : 7

- Le Flakvierling 38 est un canon quadruple (augmentation de la puissance de feu à 800 coups/min, un simple 20 mm étant très insuffisant). Quatre Flak 38 sont montés sur un affût. Plusieurs véhicules seront dotés de ce matériel : Flakpanzer IV Wirbelwind ; quelques FlakPz IV Möbelwagen, SdKfz 7/1…

- Devant l’insuffisance du calibre 20 mm face aux chasseurs-bombardiers, il est décidé de produire un canon automatique de 37 mm. Le Canon de 3,7 cm Flak 36/37 tire ses obus explosifs de 37 mm à la cadence de 80/120 coups/min. Le semi-chenillé SdKfz 6/2 utilise ce canon qui peut abattre un appareil d’un seul coup direct.
  - Masse : 1,5 tonne
  - Portée : 4,8 km en altitude

- Flak 43. Quasi identique au précédent, doté d'un bouclier (1942 928 exemplaires). Équipe les Flakpanzer IV Möbelwagen et Ostwind, et les SdKfz 7/2.
  - Masse : 1,2 tonne
  - Portée : 4,8 km

En 1944-45, il est décidé de modifier des canons-mitrailleuses d’avions pour les utiliser sur véhicules :
- Les canons MG 151/15 et 151/20 de 15 mm et 20 mm sont montés en tritube (drilling) sur le SdKfz 251/21. Cadence de tir : 800 coups/min.
- Le puissant MK 103/38 Jaboschreck de 30 mm L45 (45 calibres) en bitube équipe le prototype FlakPz Kugelblitz. 250 coups/min, plafond 2,6 km.

À la fin de la guerre, d’autres Flak étaient à l’étude, comme le Flak 44 de 37L57, devant équiper le Flakpanther Coelian (200 coups/min).

### Canons lourds
- Le 88.

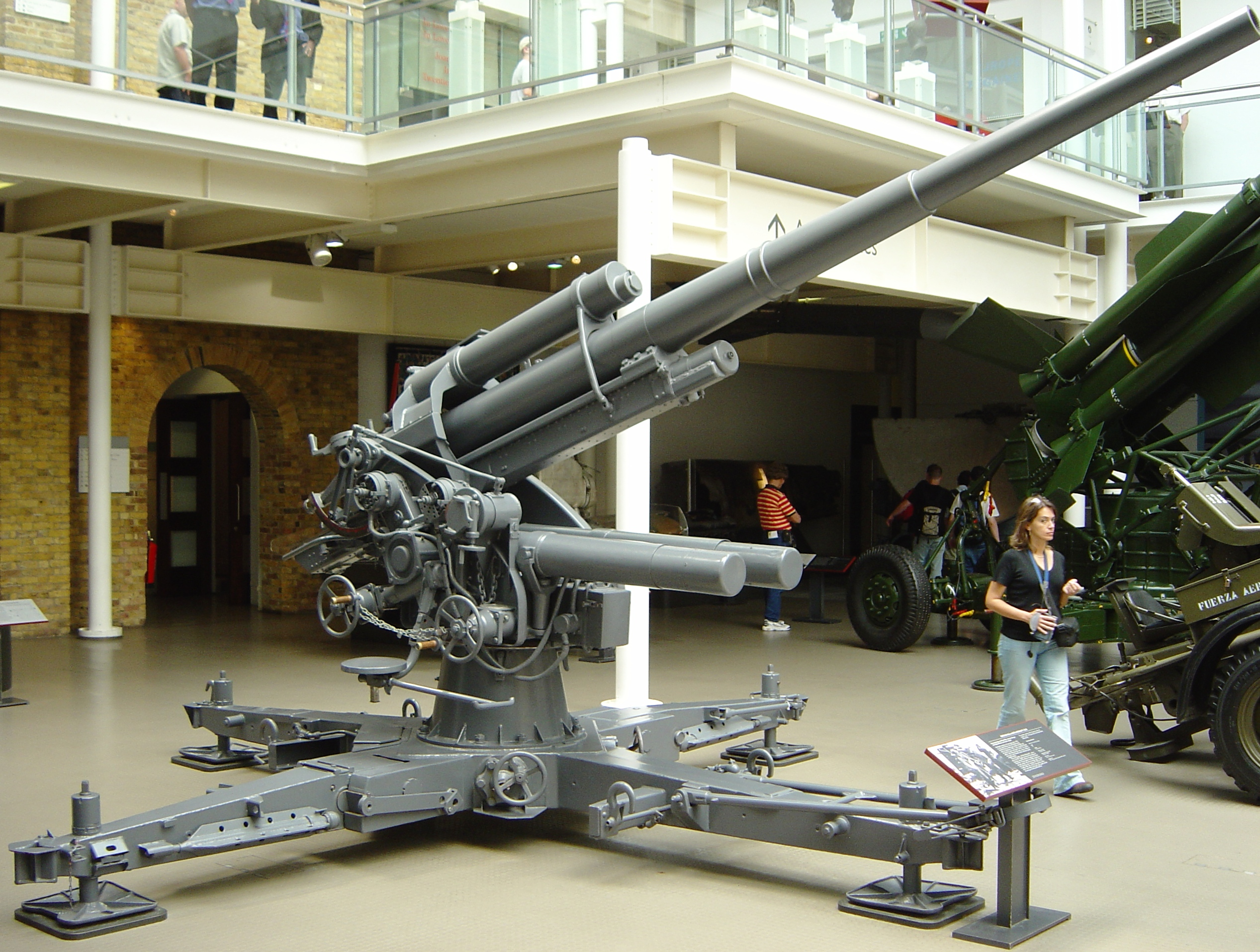
Flak 18 : canon antiaérien de 88 mm.

Le plus célèbre canon antiaérien de la Seconde Guerre mondiale est le « 88 » allemand. Cette dénomination, qui désigne le calibre (8,8 cm) n'est que l'évolution du canon Kw Flak 17 développé par Krupp en 1917. Le Flak 17 de Krupp est le premier canon officiel "Flak" allemand en service. En fait celui-ci découle de l'adaptation de canon de 9 cm (diamètre réel de 8,8 cm) de la marine sur des affûts terrestres pour le tir anti-aérien à partir de 1915. 

L'appellation "88" désigne aussi les modèles Flak 18 (1933), Flak 36/37 et Flak 41 (25 000 exemplaires construits). Canon lourd à chargement manuel (env. 12-15 coups/min), il est avant tout destiné à la défense statique, stratégique (contre les bombardiers), regroupés en batteries appuyées par des projecteurs ou des radars. Mais il est fourni aussi aux unités combattantes qui le tractent derrière des camions ou des semi-chenillés. Ce sont elles qui lui assignèrent une nouvelle fonction, celle d’être un canon antichar. Erwin Rommel est l'un de ceux qui en fait le plus usage, durant la guerre du désert.
- - Masse : 5 tonnes
  - Longueur du tube : 56 calibres
  - Portée : 10 km en altitude
  - Servants : 11

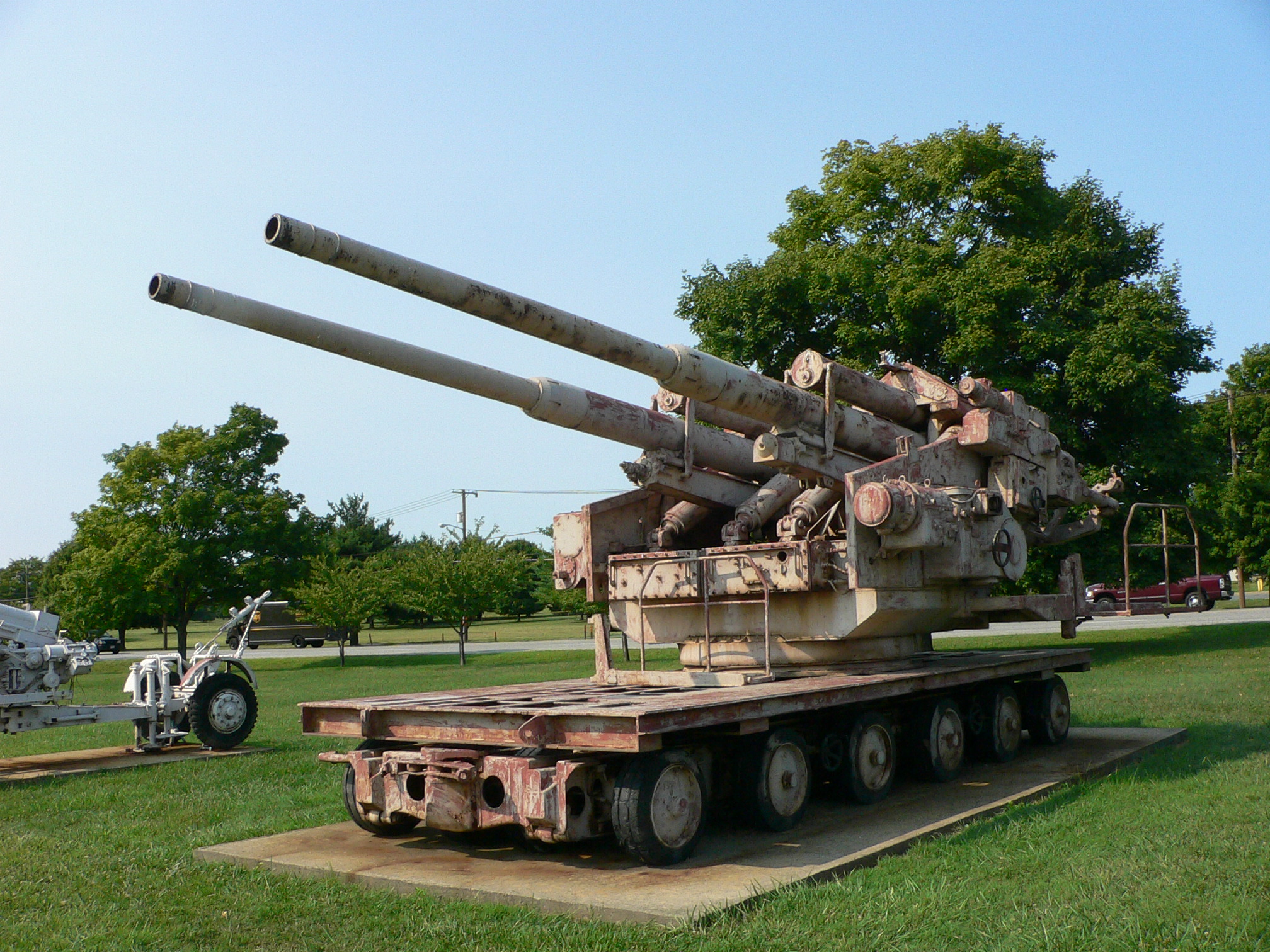
Flak 40 : double canon antiaérien de 128 mm.

- Le Flak 40 est plus lourd encore. Son calibre de 128 mm s’avère destructeur, et il sera lui aussi modifié en canon antichar (Pak/Kanone 44) et aussi installé sur le châssis du Tigre II : ce sera le Jagdtiger. Certains affûts Flak comportent un double canon (Zwilling), et les douze premiers exemplaires étaient mobiles. Il fut mis en service en 1941.
  - Masse : 18 tonnes
  - Portée : 11,5 km en altitude

- Les Flak 38 et 39 de 105 mm, en versions mobiles ou statiques.

## La Flak
Dans ce cas, la Flak est l'abréviation de die Flakartillerie (en allemand : artillerie antiaérienne), car « Flak » est l'abréviation du mot allemand Flugabwehrkanone, qui signifie canon antiaérien.
La Flak, entendue comme DCA de défense du territoire, fait partie de la Luftwaffe, tout comme les radars. Elle en constitue même l’élément principal, puisque sur les 1 500 000 hommes appartenant à l’armée de l’air en 1939, les deux tiers environ sont à des postes antiaériens. Leur nombre augmentera encore avec le nombre croissant des bombardements sur le Reich. Seront enrôlés de nombreux femmes et jeunes à partir de 1943, - voire des prisonniers de guerre -, pour servir d'équipes de projecteurs ou comme servants de pièces. La Flak défend alors les zones industrielles et urbaines, soumises à un bombardement incessant. Seules quelques unités ne font pas partie de la Luftwaffe et sont rattachées à la Kriegsmarine et à la Waffen-SS.
Dès 1939, l’armée aérienne est divisée en quatre Luftflotten, « régions » militaires et armées. Chaque Luftflotte dispose de ses propres unités de DCA :
- 1re Luftflotte : Nord et Est
- 2e Luftflotte : Nord-ouest
- 3e Luftflotte : Sud-ouest
- 4e Luftflotte : Sud-est/Autriche/Sudètes/Bohème-Moravie.

La DCA territoriale, malgré ses forts effectifs, n’infligea jamais suffisamment de pertes au Bomber Command allié pour qu’il envisage une suspension des bombardements.
Les formations combattantes de la Wehrmacht sont quasiment toutes dotées de matériel antiaérien, regroupé dans des unités distinctes. Leur nécessité tactique se fera de plus en plus sentir avec la supériorité aérienne alliée, qui harcèle les troupes au sol, à l’Est (bombardier tactique Iliouchine Il-2 Sturmovik) et surtout à l’Ouest (les « Jabos » ou Jagdbomber, chasseurs-bombardiers). Plus encore, les Panzerdivisionen doivent faire face aux avions chasseurs de chars, et sont équipées d’artillerie aérienne mobile, montée sur tout ce qui peut rouler et beaucoup plus rarement camions, semi-chenillés ou blindés (Flakpanzer). Chaque Panzerdivision comporte, en 1944, un bataillon de Flak. Les autres divisions reçoivent entre une batterie et un bataillon de Flak.
Elle endommage ou détruit plus d'avions alliés que la Luftwaffe elle-même. Ainsi, de juillet 1942 à mai 1945, si les Britanniques attribuent la perte de 2 278 de leurs bombardiers à la chasse allemande (contre « seulement » 1 345 du fait de l'artillerie antiaérienne), ils reconnaissent que 8 848 autres appareils ont été endommagés par la Flak, contre 1 728 par la chasse.
La pratique la plus courante est celle du tir de barrage, certes efficace contre des bombardiers évoluant en groupes, mais extraordinairement vorace en munitions. En 1942, on estime par exemple que la destruction d'un bombardier allié en plein vol nécessitait une moyenne de 4 057 obus. Mais il en fallait plus de 33 000 à la fin de 1944. De même, la consommation d'obus, estimée à 500 000 par mois en 1941-1942, était passée à plus de 3 millions par mois en 1944. En 1944, plus de deux millions de soldats et de civils étaient liés directement ou indirectement à l'artillerie anti-aérienne, qui absorbe 30 % de tous les canons et 20 % de tous les obus produits durant l'année.
En 2017, le Flugabwehrraketengeschwader 1 (en) (FlaRakG 1) - Escadron de missiles antiaériens 1 - fondé en 1959 en Allemagne de l'Ouest regroupe l'ensemble des moyens de défense antiaérienne de la force aérienne allemande.